# أكسل سميث (قسيس)
أكسل سميث (بالنرويجية البوكمول: Axel Christian Smith)‏ هو قسيس نرويجي، ولد في 8 مايو 1744، وتوفي في 20 يونيو 1823.